# 大阪ブリキ玩具資料室
大阪ブリキ玩具資料室（おおさかブリキがんぐしりょうしつ）は、大阪府大阪市中央区平野町にある玩具販売企業で、かつては製造も手がけていた。代表は熊谷信夫。現在は販売をやめて日本製のブリキ玩具の収集と研究を続けている。

## 沿革
1978年設立。
1979年5月、日本のブリキ玩具に関する書物『ブリキのオモチャ』を刊行。
1989年、1950年代に日本で作られていたブリキ玩具の「鉄人28号NO1」の復刻販売を始める。当時まだブリキ玩具の生産能力のあった「マルミヤ」その後代がわりした「メタルハウス」に発注してブリキ玩具のコレクター向けの商品として発売した。その後2010年代まで約40種のブリキ玩具を生産。日本製のビンテージ玩具（主に歩行もの）を復刻生産してコレクターの支持を得た。
2017年を最後に工場メタルハウスは廃業し、これにより日本製のブリキ玩具の生産が終了した。
会社組織の廃業を機におもちゃの販売から撤退し、日本のブリキ玩具の研究に力を入れている。
2023年大阪の出版社創元社より『日本のブリキ玩具図鑑』を上梓。
- 出版社 : 創元社 (2023/1/20)
- 発売日 : 2023/1/20
- 言語 : 日本語
- 単行本 : 288ページ
- ISBN-10 : 4422701231
- ISBN-13 : 978-4422701233
- 寸法 : 18.2 x 1.9 x 25.7 cm